# Karl Kehrle
Karl Kehrle  o Hermano Adán (Mittelbiberach, Alemania, 3 de agosto de 1898 - Abadía de Buckfast (Inglaterra), 1 de septiembre de 1996) fue un monje benedictino alemán encargado de las colmenas de la Abadía de Buckfast, famoso por conseguir un nuevo híbrido de abeja resistente a la acariosis. Esta abeja es conocida entre los apicultores como la abeja de Buckfast.

## Biografía

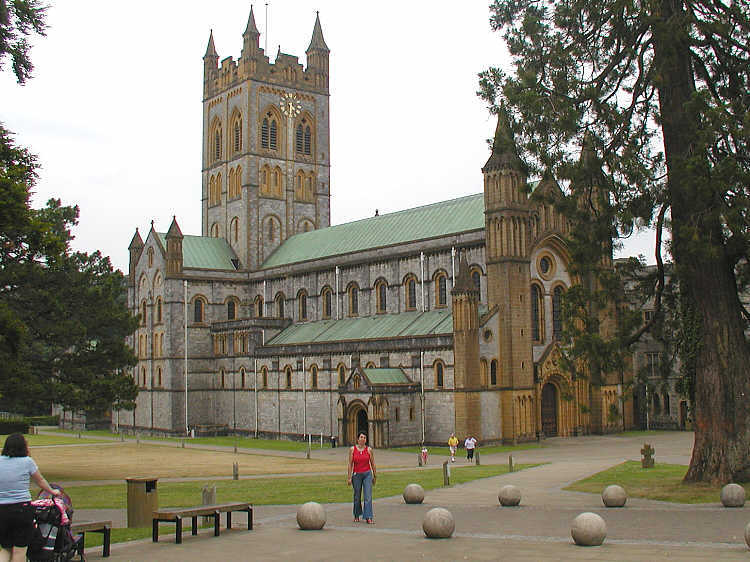
Abadía de Buckfast, donde realizó sus investigaciones fray Adán.

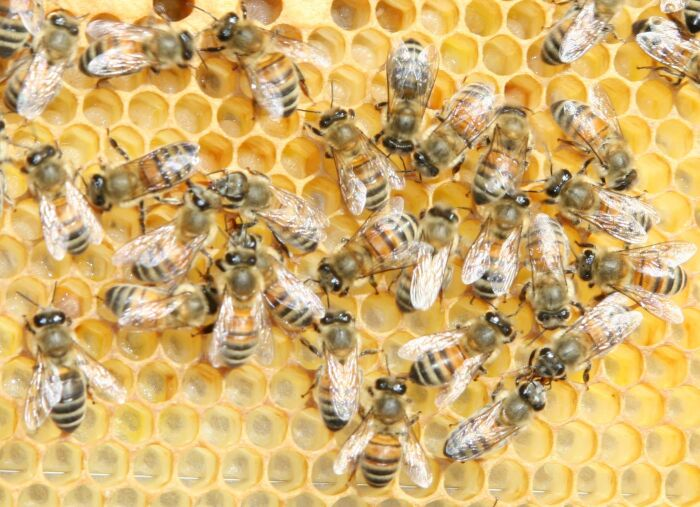
Abejas Buckfast

En 1898, nace Karl Kehrle, futuro fray Adán, en Mittelbiberach, Alemania del Sur, cerca del lago Constanza. A los once años de edad  entra en el convento de la Abadía Benidictina de Buckfast en Inglaterra. Fray Adán, por razones de salud, es elegido como ayudante de Fray Columban en el colmenar del monasterio.  La acarapisosis, venida originariamente de la Isla de Wight, alcanza las regiones del Reino Unido y diezma las poblaciones de abejas de la zona. En el otoño de 1915, el inspector de apicultura del condado prevé la total exterminación de las abejas para la primavera siguiente, efectivamente, fue una catástrofe general. El colmenar del monasterio fue devastado por la acariosis. De 46 colonias, subsistieron 16: sólo las colmenas de Apis mellifera carnica y de Apis mellifera ligustica. Todas las abejas indígenas desaparecen. Inspirado por sus propias observaciones sobre la resistencia de razas extranjeras a la enfermedad de la acariosis, imagina el primer esbozo de lo que será la abeja Buckfast, producto del primer cruzamiento: abeja parda ligustica por zángano de la desaparecida abeja británica. El colmenar de la abadía remonta rápidamente y cuenta 100 colonias al final del otoño de 1917. Fray Columban se retira y fray Adán se hace cargo del apiario de la abadía.
En 1925 y después de algunos estudios sobre la disposición de las colmenas se instaló su famosa estación de cría en Dartmoor, un modelo aislado para obtener cruces seleccionados, que todavía hoy funciona. Desde 1950 y durante más de una década Adán continuó su mejora gradual de la abeja Buckfast mediante el análisis y el cruce de las abejas de lugares de toda Europa, el Cercano Oriente y el norte de África. Cinco años más tarde, siguiendo su investigación, crea y desarrolla una nueva combinación mejor. Hace cruzamientos entre una reina francesa proveniente del suroeste de París, con los zánganos de la cepa de Buckfast. Esta combinación se considerará más adelante muy importante. 
Después de diez años de severa selección, se decide a introducir la nueva combinación en la cepa Buckfast. 
Hace colaboraciones con el Dr. O. Mackenson, uno de los descubridores de la inseminación artificial con instrumental. La inseminación instrumental es realizada en Buckfast con las reinas seleccionadas.
La observación de las abejas por todo el Viejo Continente, de su biotopo natural, y en su medioambiente original, aporta información sobre sus cualidades para poder seleccionar en el lugar algunos especímenes que serán examinados en el clima de Dartmoor antes de una incorporación (eventual) en la cepa de Buckfast.
Después de diversos viajes en 1958 introduce una nueva combinación de origen griego en su cepa principal. El citado cruce resulta claramente menos agresivo y muestra un comportamiento de enjambre menos acentuado que la cepa básica. La Abeja Buckfast es mejorada con un nuevo cruzamiento entre Apis mellifera anatoliaca y la cepa buckfast, el cual será estudiado durante muchos años.
El 2 de febrero de 1992, a los 93 años, renunció a su puesto como apicultor en la abadía y se le permitió pasar unos meses en su ciudad natal Mittelbiberach con su sobrina María Kehrle. A partir de 1993 vivió una vida retirada de vuelta en la Abadía de Buckfast, y se convirtió en el más antiguo monje de la congregación benedictina inglesa. En 1995, a la edad de 97 años se mudó a un hogar de ancianos cercano; Peter Donovan, antiguo ayudante de Adán, que estaba a cargo del banco genético de abejas de la Abadía, anunció su muerte el 1 de septiembre de 1996. La Iglesia de la Abadía de Buckfast se encontró repleta de gente que dijo un último adiós al fraile Adán. Todos los participantes en el funeral estuvieron presentes para ofrecer su respeto a una de las más grandes personalidades de la historia de la apicultura.

## Honores y premios
En 1964 es elegido como miembro del consejo de la Asociación de Investigación sobre las Abejas (Bee Research Association futura IBRA). Continuó sus estudios de la abeja Buckfast y sus viajes durante los años 1970 recibiendo varios premios, como la Orden del Imperio Británico (1973) y el Bundesverdienstkreuz alemán (1974). El 2 de octubre de 1987 fue nombrado doctor honoris causa por la Facultad de Agronomía de la Universidad Sueca de Ciencias Agrícolas y dos años más tarde fue nombrado doctor honoris causa por la Universidad de Exeter en Inglaterra.